# Hieràtic
|  | No s'ha de confondre amb Hieratisme. |

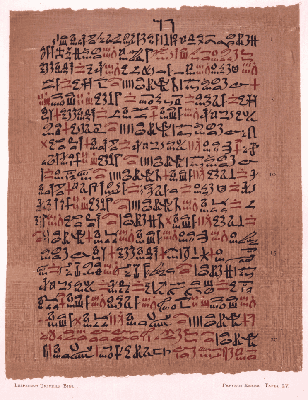
Escriptura hieràtica: el Papir Ebers

L'escriptura hieràtica és un tipus de grafia formal que va sorgir quan els escribes de l'antic Egipte van voler augmentar la velocitat d'escriptura, simplificant els jeroglífics. L'escriptura hieràtica era de difícil comprensió però el seu aprenentatge i ús va acabar essent primordial per al funcionament de l'estat egipci. Era l'escriptura de l'administració i també tenia un ús religiós. D’aquí la seva etimologia: la paraula prové del grec ἱερατικός hieratikos, sacerdotal, i aquesta de hieros, sagrat.

## Desenvolupament
L'escriptura jeroglífica no era la més apropiada per a escriure amb càlam en papirs i això originà el desenvolupament paral·lel de l'escriptura hieràtica, més senzilla i estilitzada, que fou emprada pels escribes en textos religiosos, científics i literaris fins a la fi de l'antiga civilització egípcia.
El hieràtic s'utilitzà per primera vegada durant el període protodinàstic, alhora que es desenvolupava l'escriptura (més formal) jeroglífica, utilitzada sobretot en pedra. És un error considerar el hieràtic com un derivat de l'escriptura jeroglífica: els primers texts escrits amb tinta i pinzell que ens han arribat no tenen cap indicació que els seus signes siguin descendents dels jeroglífics. Els dos sistemes d'escriptura estan relacionats en una evolució paral·lela, no en una única lineal. El hieràtic s'emprà en tot el període faraònic i en el grecoromà.
El papir amb escriptura hieràtica més antic conegut data de l'època de Nefererkare, de la dinastia V; s'escrivia amb càlam, una canya dotada a manera de pinzell, i tinta negra, o vermella on es necessités ressaltar-ne determinats assumptes. Es traçaven els texts, com l'escriptura jeroglífica, en línies o columnes, però a partir de la dinastia XII només apareixen en línies i sempre de dreta a esquerra. Era un grafisme molt útil per a utilitzar en papirs i ostraques.
Des del final de la dinastia XX fins al principi de la XXVI, durant el tercer període intermedi s'originà l'escriptura denominada «hieràtica anormal» que fou emprada als segles ix i vii a.C. a la regió de Tebes, on algunes inscripcions en monuments es realitzaren en escriptura hieràtica; però s'emprà principalment per a textos legals, contractes d'arranjament, cartes i d'altres assumptes quotidians.
Al voltant de l'any 660 a.C., a l'època de Psamètic I, el demòtic (i més tard el grec) substituí el hieràtic en la majoria dels escrits seculars, però el hieràtic seguí essent utilitzat per la classe sacerdotal durant diversos segles, fins al segle iii. Al període de dominació romana varen escriure's en hieràtic o demòtic totes les obres de caràcter funerari.

## Testimoni més antic

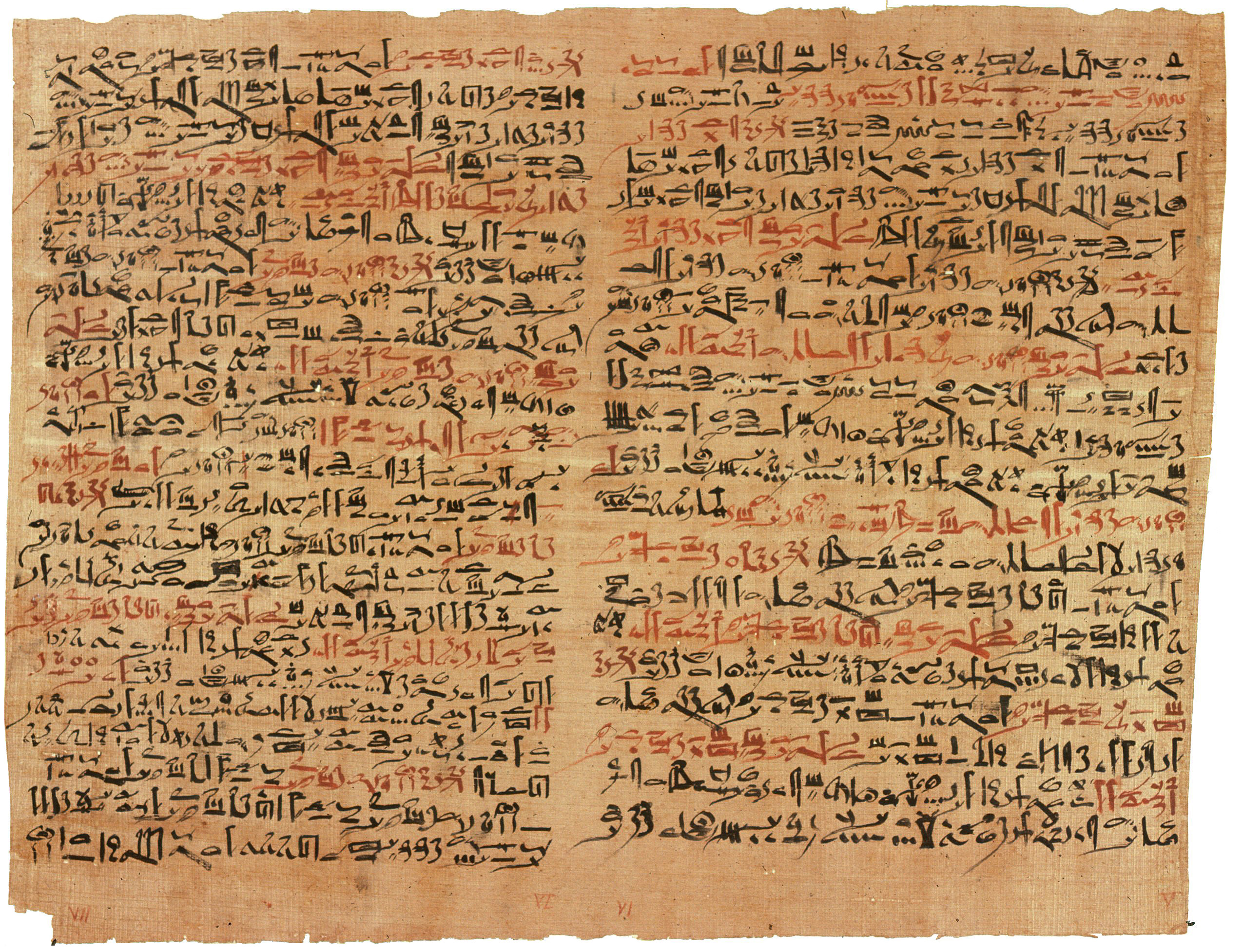
Papir Edwin Smith

El papir Edwin Smith, el tractat quirúrgic més antic conegut, fou escrit en hieràtic al voltant del 1.600a.C. El text descriu observacions anatòmiques i l'examen, diagnòstic, tractament i pronòstic de quarant-vuit tipus de problemes mèdics amb tot detall. Traduït el 1930, el document posa de manifest la complexitat i la viabilitat de la medecina ancestral egípcia.

## Usos i materials

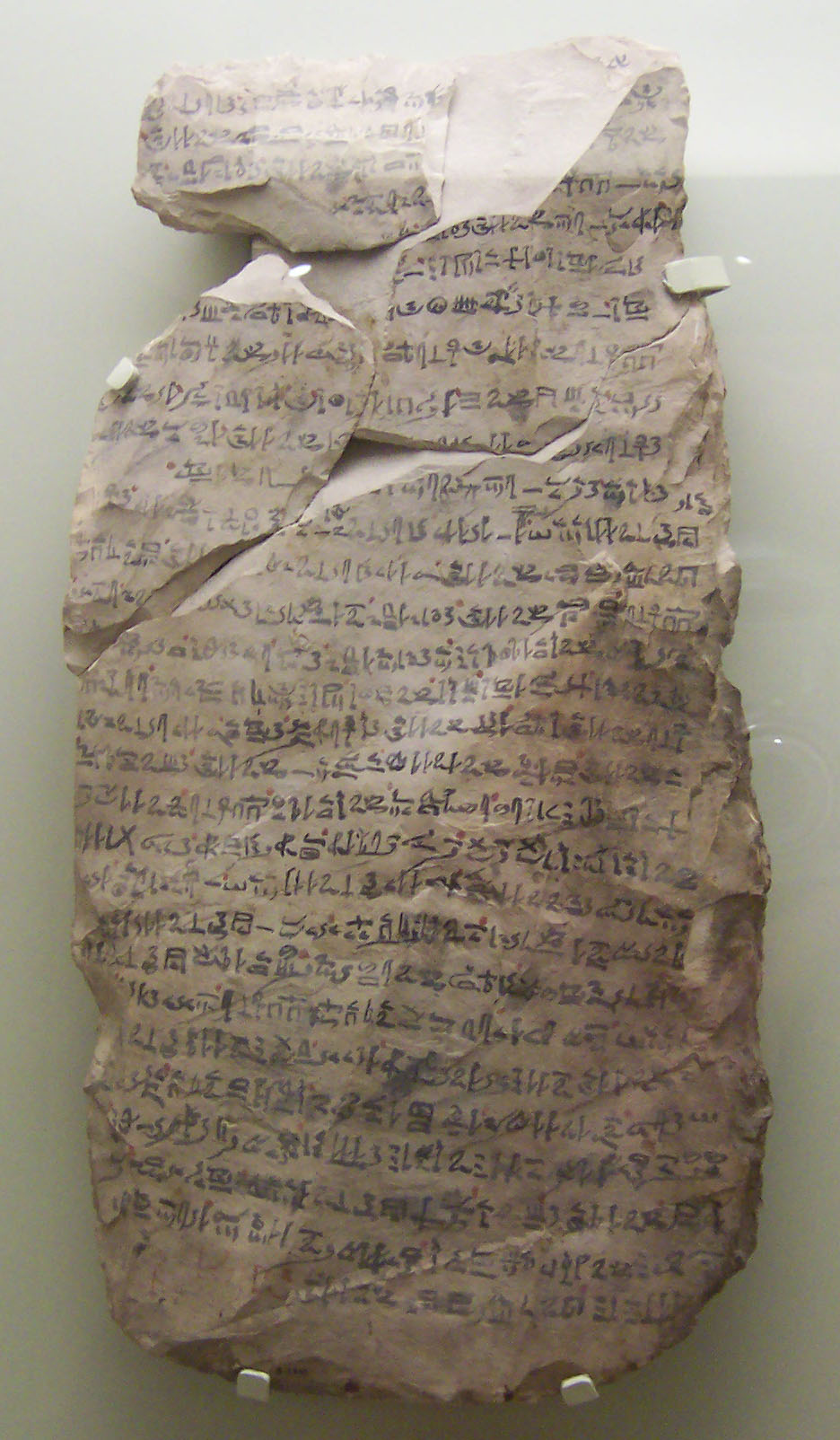
Una de les cartes oficials enviades al xati Jay, copiada en una ostraca

Al llarg de la seva història, el hieràtic s'utilitzà per a l'escriptura de documents administratius: comptes, texts jurídics, cartes, científics, matemàtics o mèdics, literaris, i textos religiosos. Durant el període grecoromà, quan el demòtic (i més tard el grec) es convertí en l'escriptura oficial, el hieràtic es limitava als texts religiosos. En general, fou molt més important que els jeroglífics en tota la història d'Egipte, car era la grafia emprada en la vida quotidiana. També era el primer sistema d'escriptura que s'ensenyava als estudiants, ja que el coneixement dels jeroglífics es limitava a una petita minoria que rebien una capacitació addicional. De fet, sovint és possible detectar errors en texts jeroglífics que van produir-se degut a un mal enteniment d'un text original hieràtic.
La majoria de les vegades els textos hieràtics han estat escrits amb tinta i un pinzell sobre papirs, fusta, pedra, ceràmica o ostraca. S'han trobat milers d'ostraques a Deir al-Madinah que revelen una imatge íntima de la vida quotidiana dels obrers egipcis. A més d'en papir, pedra, fragments de ceràmica i fusta, hi ha texts hieràtics en rotllos de cuir, tot i que pocs n'han sobreviscut. També hi ha texts hieràtics escrits sobre tela, sobretot en llenços emprats en la momificació. Hi ha alguns textos inscrits en pedra, una varietat coneguda com a lapidari hieràtic, que són particularment usuals en esteles de la dinastia XXII.
Durant els últims anys de la sisena dinastia de vegades va escriure's en hieràtic fent incisions amb un llapis en tauletes de fang amb un estilet, de forma similar a l'escriptura cuneïforme. Prop de cinc-centes d'aquestes tauletes han estat descobertes al palau del governador d'Ain Asil (Balat), i un exemple únic a la localitat d'Ain al-Gazzarin, ambdós llocs a l'oasi de Dakhla. en el moment en què es feren aquestes tauletes, Dakhla es trobava lluny dels centres de producció de papir. Són registres d'inventaris, llistes de noms, comptes i al voltant de cinquanta cartes. De les cartes, moltes són missatges interns per a distribuir al palau i al poblat, però d'altres foren enviades des d'altres aldees de l'oasi per al governador.

## Característiques

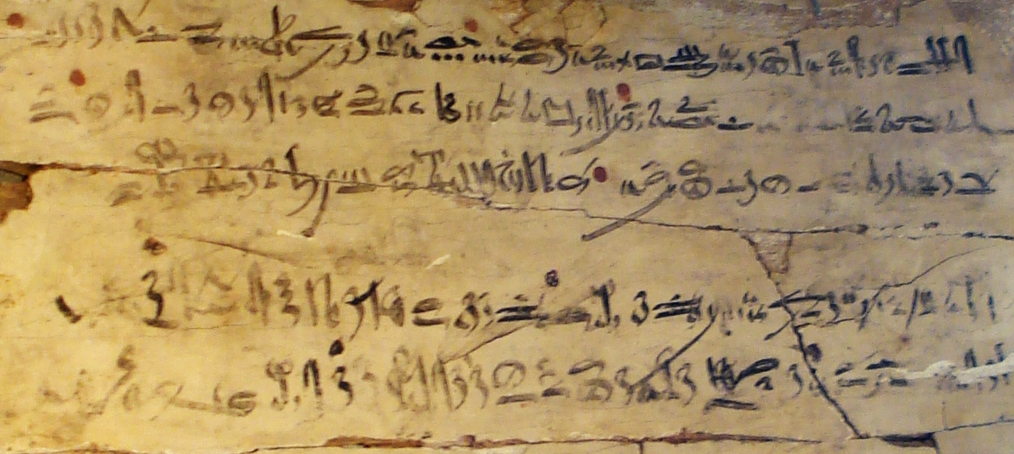
Tauleta en hieràtic amb les pràctiques d'un escriba que copia un passatge de les Instruccions d'Amenemhat

A diferència dels jeroglífics, el hieràtic sempre s'escrivia de dreta a esquerra. L'escriptura hieràtica (a diferència dels jeroglífics en cursiva) sempre es llegien de dreta a esquerra. Al principi s'escrivia tant en línies com en columnes, però a partir de la dinastia XII, concretament des del regnat del faraó Amenemhat III, l'escriptura horitzontal es convertí en l'estàndard. Això pot haver estat tant per evitar que la mà de l'escriba emborronés el seu propi treball com per evitar la consulta d'un document escrit en un rotllo o per augmentar la velocitat d'escriptura.
El hieràtic es caracteritza per la seva naturalesa cursiva i l'ús de lligadures d'un nombre de caràcters. També utilitza una forma molt més normalitzada de l'ortografia que els jeroglífics; els texts escrits amb aquests últims sovint han de tenir en compte dades extratextuals, tals com els fins decoratius o religiosos que no estaven presents en, per exemple, un rebut fiscal. Hi ha algunes característiques úniques del hieràtic, tot i que els egiptòlegs han buscat formes equivalents de jeroglífics per a la seva transcripció. Diversos caràcters hieràtics tenen addicions diacrítiques a fi que signes similars poden ser distingits fàcilment, i àdhuc signes especialment complicats poden ésser escrits amb un sol traç.
El hieràtic està sovint present en dues formes diferents durant el mateix període; una molt lligada, cursiva, utilitzada per als documents administratius, i una altra de tipus uncial emprada per a obres literàries, científiques i textos religiosos, que poden ser, i sovint ho són, molt diferents entre si. Les cartes, en particular, utilitzen lletra cursiva per a les formes d'escriptura ràpida, sovint amb un gran nombre d'abreviatures per a frases formulàries, alguna cosa similar a la taquigrafia.
Una forma especial de lletra cursiva és la coneguda com «hieràtic anormal», que s'emprava en la zona tebana des de la segona meitat de la dinastia XX fins al començament de la XXVI. Deriva dels documents administratius de l'Alt Egipte i s'utilitzà principalment per a texts legals, arranjaments de terres, cartes i altres textos. Aquest tipus d'escriptura fou substituït pel demòtic, utilitzat al Baix Egipte, durant la dinastia XVI, quan s'establí com a norma administrativa de l'Egipte unificat.

## Influències
El hieràtic ha tingut influència en altres sistemes d'escriptura, la més òbvia és en el demòtic, el seu descendent directe. Relacionats també estan els signes populars de l'escriptura meroítica i el préstec demòtic de caràcters utilitzats a l'alfabet copte i a l'antic nubi. Fora de la vall del Nil molts dels signes utilitzats en el sil·labari de Biblos foren agafats aparentment dels signes hieràtics de l'Imperi Antic. També se sap que l'hebreu primitiu utilitzà nombres hieràtics.